# تی‌اس‌اس انگلسی (۱۸۸۸)
تی‌اس‌اس انگلسی (۱۸۸۸) (به انگلیسی: TSS Anglesey (1888)) یک کشتی است که طول آن ۳۰۰ فوت (۹۱ متر) می‌باشد. این کشتی در سال ۱۸۸۸ ساخته شد.